# Apartment 7A
Apartment 7A ist ein US-amerikanischer Horrorthriller der Filmemacherin Natalie Erika James, der am 27. September 2024 auf Paramount+ veröffentlicht wurde. Es handelt sich um ein Prequel zu Roman Polanskis Horrorklassiker Rosemaries Baby aus dem Jahr 1968, in dem die Vorgeschichte der von Julia Garner verkörperten Figur Terry Gionoffrio in einem New Yorker Apartmentkomplex erzählt wird.

## Handlung
Die ambitionierte Tänzerin Terry Gionoffrio verletzt sich 1965 während einer Show in New York City an ihrem Knöchel und muss in der Folge für mehrere Monate pausieren. Ihre Schmerzmittelabhängigkeit und fehlende Engagements aufgrund der körperlichen Einschränkung führen zu einer finanziellen Misslage, weshalb Terry vorübergehend bei ihrer Freundin Annie unterkommt. Nach einem weiteren erfolglosen Vorsprechen bei Alan Marchand folgt sie diesem in den Bramford-Apartmentkomplex, um den Broadway-Produzenten dort von sich überzeugen zu können. Als sich Terry vor Ort plötzlich unwohl fühlt und zusammenbricht, bekommt sie vom älteren Ehepaar Castevet ein Bett für die Nacht angeboten.
Die wohlhabenden, aber kinderlosen Minnie und Roman eröffnen Terry, ein freies Apartment im Gebäude zu besitzen, mit dem beide hin und wieder Menschen in Not unterstützen. Ohne zu zögern nimmt Terry das Angebot an, die Wohnung zu beziehen, bis sie wieder auf eigenen Beinen stehen kann. Als es am Folgeabend zu einem Umtrunk bei Alan Marchand kommt, von dem sich die Castevets entschuldigen ließen, landen Terry und der Broadway-Produzent im Bett. Die junge Tänzerin kann sich am nächsten Morgen an Nichts erinnern, hat den Eindruck, unter Drogen gesetzt worden zu sein, und findet auf ihrem Körper zahlreiche Blutergüsse. Dennoch geht sie den Umständen nicht weiter auf den Grund, da ihr Alan eine gutbezahlte Rolle in seiner neuen Show besorgt hat.
Terry hat in der Folgezeit immer häufiger mit Albträumen von einer mysteriösen Gestalt zu kämpfen. Auch das Verhalten der Castevets wird ihr immer unheimlicher, da das ältere Ehepaar keine persönlichen Grenzen zu kennen scheint und Terry aufdringlich als Teil der Familie betrachtet. Als die junge Tänzerin unter Morgenübelkeit leidet, bestätigt sich ihre Vorahnung, schwanger zu sein. Terry denkt über eine Abtreibung mittels Bleichmittel nach, doch Minnie kann sie davon überzeugen, das Kind auszutragen. Im Gegenzug verspricht die Seniorin ihr die Hauptrolle in der Show, woraufhin sich die eigentliche Darstellerin Vera Clarke auf mysteriöse Weise verletzt und Terry befördert wird.
Als Terry in ihrem Apartment ein Grimoire mit Abbildungen einer Frau findet, die einen Dämon zu gebären scheint, und wenig später von ihrer Nachbarin Mrs. Gardenia angegriffen wird, verlässt sie fluchtartig das Gebäude. Sie entscheidet sich dazu, Nachforschungen über ihre unter mysteriösen Umständen verschwundene Vormieterin anzustellen und findet sich in einer Kirche wieder. Dort bekommt Terry von einer Nonne offenbart, dass Bramford von einer Gruppe Satanisten bewohnt wird, die seit längerer Zeit eine Frau zur Geburt von des Teufels Sohn suchen.
Terry versucht das Kind loszuwerden, doch die Abtreibung scheitert, da sich der Fötus zu wehren scheint. Als sie das Bramford aufsucht, gibt Alan seine Taten zu, woraufhin er von Terry erstochen wird. Als sie sich in Gegenwart der Castevets ein Messer in den Bauch rammen möchte, wehrt sich der Fötus abermals. Terry wird von ihren Vermietern in einen Raum mit den anderen Anwohnern geführt, wo die junge Tänzerin für ihr bereitwilliges Opfer beklatscht wird. Terry gibt sich gegenüber den Satanisten zunächst geschlagen, stürzt sich dann aber aus dem Fenster in den Tod. Von den Castavest wird sie jedoch kaum betrauert, da sich das Ehepaar bereits die Anwohnerin Rosemary als neues Opfer ausgesucht hat.

## Produktion
Im März 2021 wurde die Australierin Natalie Erika James seitens Paramount als Regisseurin des Psychothrillers Apartment 7A engagiert, der sich später als Prequel zu Roman Polanskis Horrorklassiker Rosemaries Baby aus dem Jahr 1968 herausstellte. James, die im Vorjahr mit ihrem beim Sundance Film Festival vorgestellten Regiedebüt Relic – Dunkles Vermächtnis größere Aufmerksamkeit erlangen konnte, schrieb gemeinsam mit Christian White auch das auf einer Idee von Skylar James basierende Drehbuch. Als Produzenten fungierten die A-Quiet-Place-Macher John Krasinski und Allyson Seeger von Sunday Night sowie Michael Bay, Andrew Form und Brad Fuller von Platinum Dunes. Bay versuchte sich bereits 2008 an einem Remake von Rosemaries Baby, verwarf die Idee damals aber, als er nach Gesprächen mit potentiellen Drehbuchautoren feststellte, dass man dem Originalfilm keinerlei relevanten Neuerungen hinzufügen konnte.

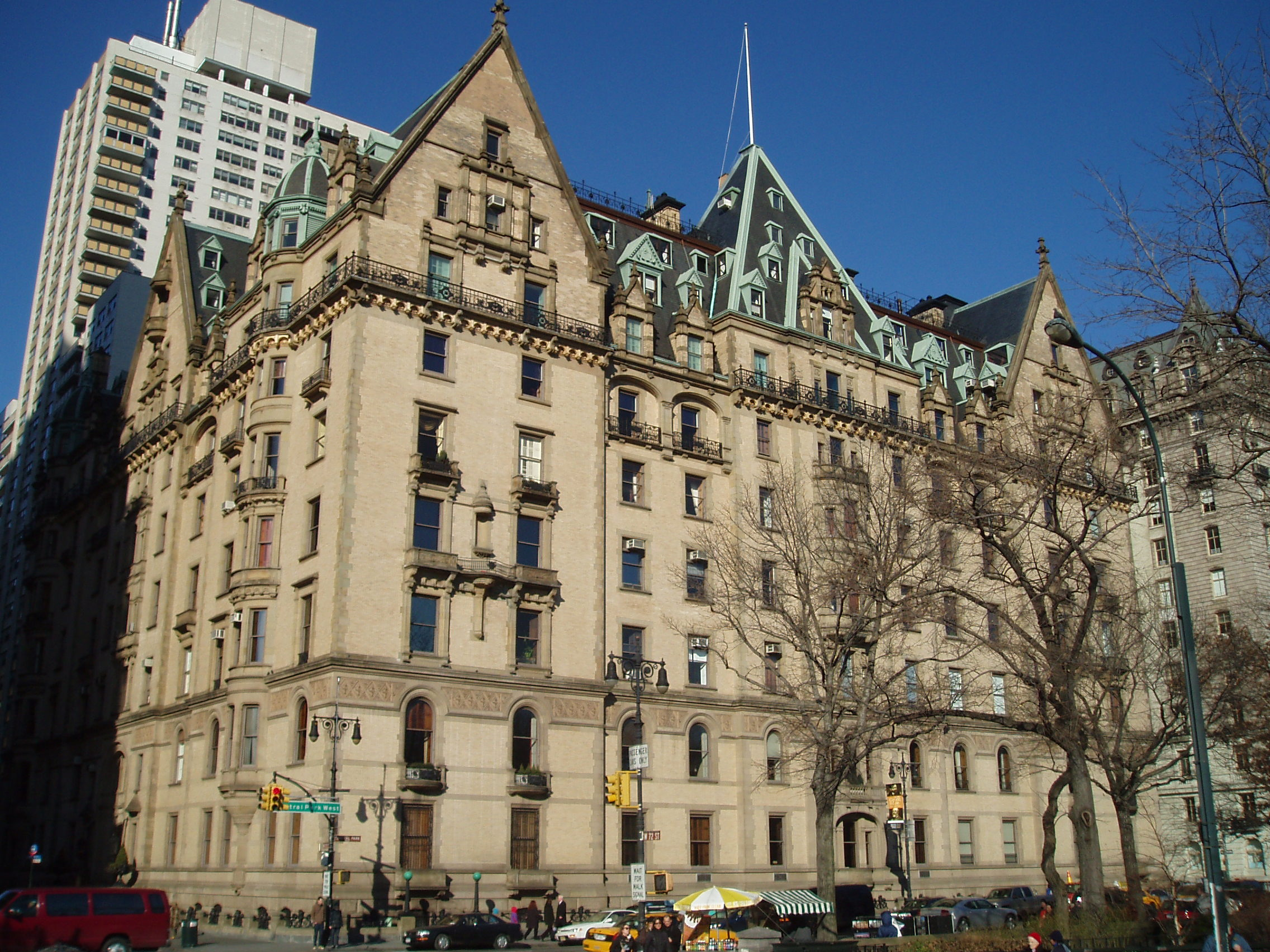
Das New Yorker Dakota Building

In der Hauptrolle verkörpert Julia Garner die junge Tänzerin Terry Gionoffrio, die in den New Yorker „Bramford“-Apartmentkomplex zieht. Dort trifft sie auf das von Dianne Wiest und Kevin McNally gespielte Ehepaar Castevet, die insgeheim einem satanistischen Kult angehören. Die drei Figuren wurden im Originalfilm Rosemaries Baby von Victoria Vetri, Ruth Gordon und Sidney Blackmer verkörpert; Gordon erhielt 1969 für ihre Darbietung eine Oscarauszeichnung als beste Nebendarstellerin. In weiteren Nebenrollen sind Jim Sturgess als Broadway-Produzent Alan Marchand, Marli Siu als Terrys Freundin Annie Leung, Rosy McEwen als konkurrierende Tänzerin Vera Clarke und Andrew Buchan als Broadway-Regisseur Leo Watts zu sehen.
Die Dreharbeiten mit dem spanischen Kameramann Arnau Valls Colomer erfolgten zwischen dem 15. März und dem 9. Juni 2022 in London. Dort baute man die Fassade des in Rosemaries Baby als Kulisse genutzten Dakota Buildings samt Innenräumen im Stile der 1960er Jahre nach.
Ein Trailer zum Film wurde am 29. August 2024 veröffentlicht. Die Weltpremiere erfolgte am 20. September 2024 auf dem Fantastic Fest in Austin. Im Anschluss wurde Apartment 7A am 27. September 2024 ins Programm des Streaminganbieters Paramount+ aufgenommen.

## Synchronisation
Die deutschsprachige Synchronisation entstand nach einem Dialogbuch und unter der Dialogregie von Daniel Faltin bei Iyuno Germany.
| Rolle                     | Darsteller     | Synchronsprecher         |
| ------------------------- | -------------- | ------------------------ |
| Teresa „Terry“ Gionoffrio | Julia Garner   | Betty Förster            |
| Margaux „Minnie“ Castevet | Dianne Wiest   | Kerstin Sanders-Dornseif |
| Roman Castevet            | Kevin McNally  | Axel Lutter              |
| Alan Marchand             | Jim Sturgess   | Jeremias Koschorz        |
| Annie Leung               | Marli Siu      | Lisa May-Mitsching       |
| Vera Clarke               | Rosy McEwen    | Susanne Geier            |
| Leo Watts                 | Andrew Buchan  | Florian Clyde            |
| Toby                      | Raphael Sowole | Florian Hoffmann         |
| Mrs. Gardenia             | Tina Gray      | Denise Gorzelanny        |
| Dr. Sapirstein            | Patrick Lyster | Dieter Memel             |
| Schwester Claire          | Patricia Jones | Frauke Poolman           |

## Rezeption

### Altersfreigabe
In den Vereinigten Staaten erhielt Apartment 7A von der MPA aufgrund von vereinzelten Gewaltdarstellungen und dem Konsum von Drogen ein R-Rating. In Deutschland vergab Paramount+ eine Altersempfehlung ab 16 Jahren.

### Kritiken
Apartment 7A konnte 41 % der 80 bei Rotten Tomatoes gelisteten Kritiker überzeugen und erhielt dabei eine durchschnittliche Bewertung von 5,6 Punkten. Als zusammenfassendes Fazit zieht die Seite, der Film sei zwar gekonnt aufgebaut und solide gespielt, aber durch die sehnsüchtige Erinnerung an Rosemaries Baby und die vorhersehbar Prequel-Formel letztendlich unterdurchschnittlich. Bei Metacritic erhielt Apartment 7A basierend auf 19 Rezensionen einen Metascore von 49 von 100 möglichen Punkten.
Zu einem positiven Urteil gelangt Siddhant Adlakha von Variety, für den Apartment 7A ein größtenteils unterhaltsamer Film sei, der zwar in einer vertrauten Umgebung spiele, gelegentlich aber auch seinen eigenen Weg gehe. Das Prequel funktioniere gleichzeitig als eine Art Remake von Rosemaries Baby und folge dabei vielen gleichen Prinzipien, wolle zuweilen aber auch eine eigene Geschichte über den Widerstand gegen patriarchale Normen erzählen. So könne Apartment 7A als neuester Beitrag in Hollywoods Welle des Schwangerschaftshorrors gesehen werden, die in der Folge der Aufhebung der Grundsatzentscheidung Roe v. Wade im Jahr 2022 entstand. Die Ängste der Gegenwart würden dabei prägnanter als in anderen Genrevertretern wie Immaculate oder Das erste Omen eingefangen werden, auch wenn Apartment 7A nie die Paranoia des Originalfilms auslösen könne. Dennoch habe Hauptdarstellerin Julia Garner die Möglichkeit, eine Nebenfigur auf faszinierende Weise spielerisch auszubauen, während die Geheimwaffe Dianne Wiest mit ihrer cartoonhaften, nervig schrillen Herangehensweise für wunderbar durchgeknallte Unterbrechungen in der Tonalität sorge. Als moderne Interpretation einer fast 60 Jahre alten Geschichte sorge der Film so für eine recht fesselnde Zeit.
Auch Lovia Gyarkye hebt in ihrer Filmbesprechung für den Hollywood Reporter hervor, dass Apartment 7A weniger als Prequel zu Rosemaries Baby fungiere, als vielmehr eine Parallelgeschichte erzähle, mit der weiterhin die eingeschränkte Autonomie von Frauen unterstrichen werden solle. Die Regisseurin Natalie Erika James schildere Terrys Abstieg in die Schmerzmittelabhängigkeit dabei mit einer lakonischen Effizienz, die zunächst dem langsamen Erzähltempo der lethargischen Geschichte diene. Im Anschluss nehme der Film durch die von Dianne Wiest und Kevin McNally verkörperten Castevets Fahrt auf, bleibe dabei in seinem Ton aber zu sanft und wecke nicht ganz die schleichende Angst des Originals. Hauptdarstellerin Julia Garner verleihe ihrer Rolle zwar dunkle Untertöne und finde eine Komplexität in Terrys Ehrgeiz, doch das Publikum bleibe trotz Darbietungen in Höchstform bis zum Schluss distanziert. Dazu würden auch die eingestreuten Musiksequenzen beitragen, die mehr wie kitschige Unterbrechungen als surreale Spukereien wirken und so der Botschaft des Films jedwede Subtilität nehmen würden.
Enttäuscht zeigt sich ebenso Alissa Wilkinson von der New York Times, für die das glanzlose Prequel Apartment 7A dem Horrorklassiker Rosemaries Baby nicht viel Neues hinzufügen könne. Beide Filme seien sich seltsam ähnlich und obwohl das Drehbuch zwar einige Überraschungen bereit halte, sei das Hauptproblem, dass mit der Materie vertraute Zuschauer das Filmende bereits kennen würden. So könnten auch die durchaus kompetente Regie von Natalie Erika James und die verlässlich gut aufspielende Hauptdarstellerin Julia Garner nicht verhindern, dass sich Apartment 7A nur wie eine vorhersehbare Runderneuerung anfühle, wo andere Prequel ein neues Licht auf den Vorgängerfilm werfen oder diesen auf irgendeine Weise erweitern würden.

### Auszeichnungen
Saturn-Award-Verleihung 2025
- Nominierung als Beste Fernsehpräsentation